# Germán Crespo Sánchez
Germán Crespo (Granada, 18 de noviembre de 1975) es un entrenador de futbol español, que actualmente entrena al UCAM Murcia, equipo que milita en el Grupo 4 de la Segunda Federación.

## Carrera deportiva
El entrenador granadino comenzó su trayectoria en los banquillos dirigiendo a equipos modestos de la Tercera División en la provincia de Granada como Club Deportivo Huétor Vega, Atarfe Industrial CF durante cinco campañas, UD Maracena y CD Huétor Tájar .
En verano de 2018 fichó por el Real Jaén CF de Tercera División. Con el equipo de la capital del Santo Reino obtuvo el título de campeón de liga regular en el Grupo 9 de Tercera División y disputó la fase de ascenso a Segunda B, siendo eliminado por el Algeciras CF. Pese a tener un año más de contrato, el técnico granadino no seguiría al frente del Real Jaén CF, siendo sustituido por Alberto González.
El 4 de enero de 2020, se compromete con el Lincoln Red Imps FC de la Liga Nacional de Gibraltar, al que dejó en la tercera posición de la liga y, por tanto, con billete para la previa de la próxima edición de la Europa League.
El 28 de mayo de 2020, tras rechazar la oferta de renovación del Lincoln Red Imps FC, se hace cargo del Córdoba Club de Fútbol "B" de Tercera División para dirigirlo durante la temporada 2020-21.
El 20 de abril de 2021, tras la destitución de Pablo Alfaro al frente del primer equipo del Córdoba CF, Germán se hace cargo del primer equipo que milita en la Segunda División B de España, al que no pudo evitar su descenso a la Segunda Federación.
El 16 de abril de 2022, consigue ascender con el Córdoba CF a la Primera Federación tras vencer 0-1 a la AD Mérida a falta de 4 jornadas para finalizar la competición, finalmente el equipo cordobesista acabó la liga con 83 puntos, hasta la fecha record de la categoría.
El 10 de abril de 2023, tras cosechar solo 1 victoria en los últimos 13 partidos es destituido como entrenador del conjunto andaluz, fue sustituido por el técnico gallego Manuel Mosquera.
El 7 de enero de 2024, Germán Crespo ficha como primer entrenador del Recreativo Granada, equipo que en ese momento es colista del Grupo 2 de la Primera Federación.

## Clubes

### Como entrenador
| Club                    | País      | Año       |
| ----------------------- | --------- | --------- |
| CF Sierra Nevada Cenes  | España    | 2006-2008 |
| C. D. Huétor Vega       | España    | 2008-2009 |
| Atarfe Industrial C. F. | España    | 2009-2014 |
| U. D. Maracena          | España    | 2014-2015 |
| C. D. Huétor Tájar      | España    | 2016-2018 |
| Real Jaén C. F.         | España    | 2018-2019 |
| Lincoln Red Imps FC     | Gibraltar | 2020      |
| Córdoba C. F. "B"       | España    | 2020-2021 |
| Córdoba C. F.           | España    | 2021-2023 |
| Recreativo Granada      | España    | 2024      |
| UCAM Murcia             | España    | 2025-     |

## Palmarés
| Título    | Club          | País   | Año  |
| --------- | ------------- | ------ | ---- |
| Copa RFEF | Córdoba C. F. | España | 2022 |